# Radium Hot Springs
Radium Hot Springs ist eine Gemeinde in der kanadischen Provinz British Columbia. Der Ort liegt im Tal des Columbia River an der Kreuzung des Highways 95 mit dem Highway 93. Der Ort ist von den Purcell Mountains im Westen und von den Rocky Mountains im Osten umgeben und liegt am Ausgang des Sinclair Canyon, dem Südeingang des Kootenay-Nationalparks. Haupteinnahmequelle der Gemeinde ist die Holzindustrie, eine wichtige Rolle spielt aber auch der Tourismus. Zahlreiche Besucher kommen zu den namensgebenden Hot Springs, um ein Bad in den leicht radioaktiven heißen Quellen zu genießen.

## Geschichte
Die heißen Quellen waren schon den First Nations bekannt. Der erste namentlich bekannte Badegast war George Simpson, der Gouverneur der Hudson’s Bay Company, der 1841 in einem Kiesbecken ein Bad im heißen Wasser der Quellen nahm. 1890 erwarb der Engländer Roland Stuart das Gelände der heißen Quellen. Bis 1914 wurde ein Schwimmbecken und ein erstes Badehaus gebaut. Durch den Ersten Weltkrieg stockte der Ausbau, bis durch die Gründung des Kootenay Nationalparks 1920 und die Eröffnung des Banff-Windermere-Highways der Tourismus einen erheblichen Aufschwung nahm. 1920 baute die Canadian Pacific Railway die Radium Hot Springs Lodge, der schon bald weitere Hotels folgten. Die kanadische Regierung übernahm 1922 die heißen Quellen und erweiterte die Badeanlagen.  Nach dem Zweiten Weltkrieg wurden die Badeanlagen ausgebaut, und durch den steigenden Tourismus wuchs die Ortschaft schnell an.
Die Zuerkennung der kommunalen Selbstverwaltung für die Gemeinde, incorporated als Village Municipality, erfolgte am 10. Dezember 1990.

## Demographie
Der Zensus im Jahr 2011 ergab für die kleine Gemeinde eine Bevölkerungszahl von 777 Einwohnern. Die Bevölkerung der Stadt hatte dabei im Vergleich zum Zensus von 2006 um 5,7 Prozent zugenommen, während die Bevölkerung in der Provinz British Columbia gleichzeitig um 7,0 Prozent angewachsen war.
Beim Zensus 2016 ergab sich eine Bevölkerungsanzahl von 776 Einwohnern.

## Natur
Der Ort liegt am Columbia River, dessen Feuchtwiesen die größten Nordamerikas sind. Im Mai wird jährlich das Vogelfest Wings over the Rockies gefeiert, das Vogelbeobachter aus der ganzen Welt anzieht.

### Hot Springs
Durch die Lage am Rocky Mountain Trench sickert Grundwasser in die Erdkruste bis in eine Tiefe von über 2400 Metern, wo es zum Siedepunkt erhitzt wird. Durch Faltenrisse steigt der Wasserdampf wieder zur Erdoberfläche empor, wobei er sich unterwegs abkühlt, so dass das Wasser  mit einer Temperatur von 44 °C an die Oberfläche kommt. Auf seinem Weg durch die Erdkruste reichert sich das Wasser mit Mineralen und Gasen an, bei den Radium Hot Springs unter anderem mit schwach radioaktivem Radon. Untersuchungen haben ergeben, dass das Wasser drei Monate braucht, um wieder erwärmt an die Oberfläche zu kommen. Die Radioaktivität des Wassers wurde bereits 1913 nachgewiesen, seit 1914 werden die Quellen als Thermalbad genutzt. Sie waren ein wichtiger Grund für die Errichtung des Kootenay-Nationalparks und wurden deshalb mit in den Park einbezogen.
Heute besteht das Bad aus zwei größeren Freiluftbecken, einem 39 °C heißen Becken, dass als das größte Thermalbecken Kanadas gilt, und einem größeren, 27 °C warmen Schwimmbecken.

## Verkehr
Der öffentliche Personennahverkehr wird regional durch das „Columbia Valley Transit System“ angeboten, welches von BC Transit betrieben wird. Das „Columbia Valley Transit System“ bietet zwei Verbindungen an:
- North Connector (Edgewater–Radium Hot Springs–Invermere) und
- South Connector (Invermere–Windermere–Fairmont Hot Springs–Canal Flats)